# Jonathan Coeffic
Jonathan Coeffic (Villeurbanne, 1 de junio de 1981) es un deportista francés que compitió en remo.
Participó en dos Juegos Olímpicos de Verano, en los años 2004 y 2008, obteniendo una medalla de bronce en Pekín 2008, en la prueba de cuatro scull. Ganó una medalla de plata en el Campeonato Mundial de Remo de 2007, en la misma prueba.

## Palmarés internacional
| Juegos Olímpicos   | Juegos Olímpicos  | Juegos Olímpicos  | Juegos Olímpicos |
| Año                | Lugar             | Medalla           | Prueba           |
| ------------------ | ----------------- | ----------------- | ---------------- |
| 2008               | Pekín (China)     | Medalla de bronce | Cuatro scull     |
| Campeonato Mundial |                   |                   |                  |
| Año                | Lugar             | Medalla           | Prueba           |
| 2007               | Múnich (Alemania) | Medalla de plata  | Cuatro scull     |